# 江布爾區 (江布爾州)
42°53′31″N 71°05′24″E / 42.892°N 71.09°E

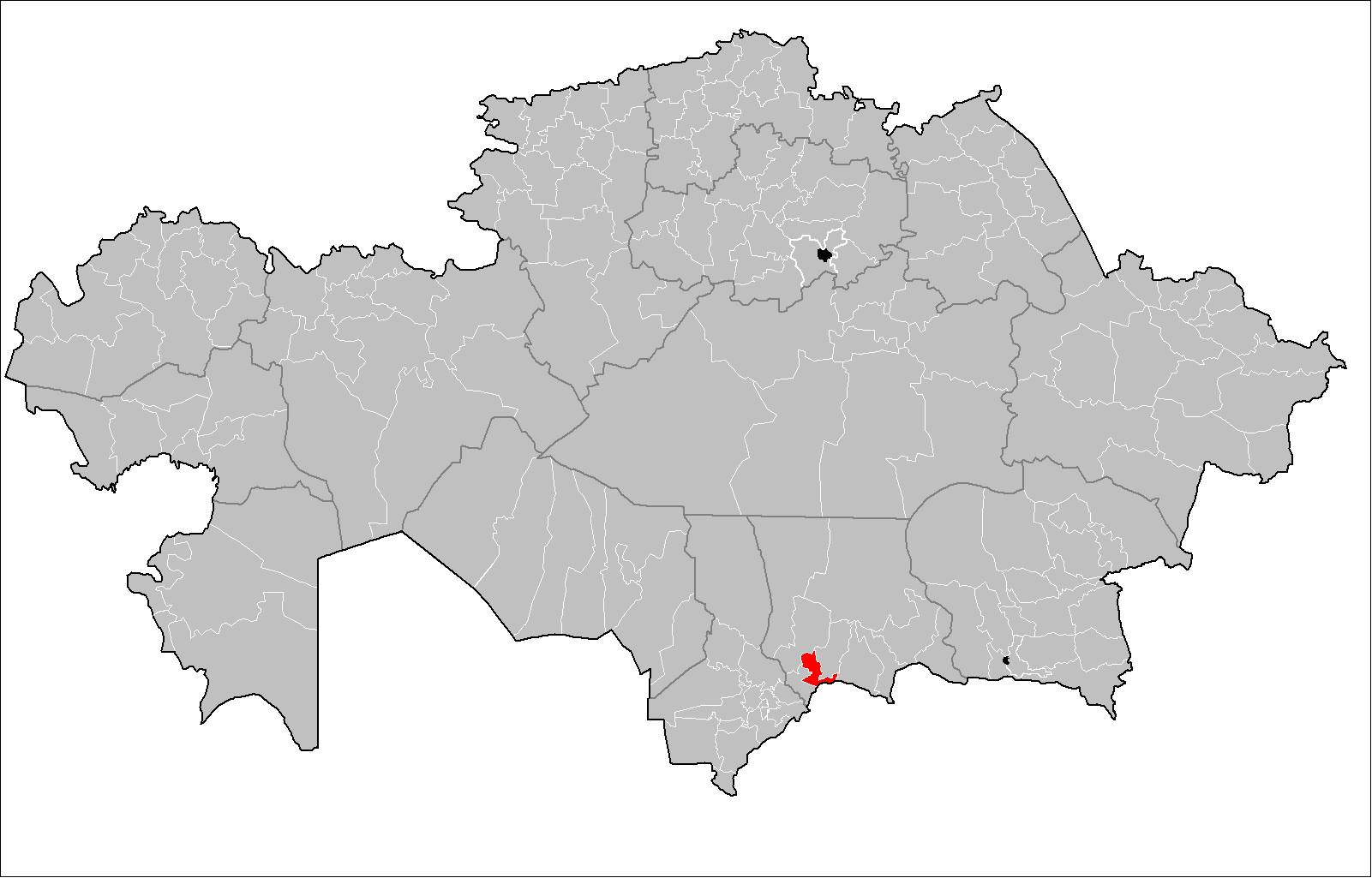

江布爾區是哈薩克斯坦的行政區，位於該國南部，由江布爾州負責管轄，首府設於阿薩，始建於1928年，該地區面積4,300平方公里，2019年人口82,902。